# Solomonia Saburova

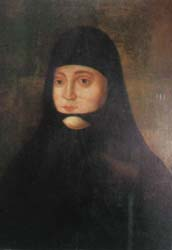
Solomonia Saburova

Solomonia Saburova, född 1490, död 1542, var en storfurstinna av Moskva och ett ryskt-ortodoxt helgon, gift 1505 med den moskovitiske storfursten Vasilij III av Moskva.

## Biografi
Solomonia Saburova var medlem av den ryska adeln och utvaldes till tsarens brud i en bysantinsk brudvisning av 500 kvinnor ur rikets adelsfamiljer. Äktenskapet var barnlöst, och år 1525 lät maken skilja sig från henne och tvingade henne att bli nunna i klostret i Suzdal. Skilsmässan var unik och orsakade mycket kritik, bland annat från Moskvas patriark, som blev avsatt av Vasilij på grund av sina protester mot den. Solomonia blev senare helgonförklarad.